# Tournoi de tennis du Surrey
Le tournoi du Surrey (Angleterre) est un tournoi de tennis féminin et masculin.
La dernière édition féminine eut lieu en 1981 à Surbiton. Le tournoi était organisé début juin, sur gazon et en extérieur.
Le tournoi masculin eut lieu jusqu'en 1980 et fut joué sur gazon.

## Palmarès dames (partiel)

### Simple
| No       | Date       | Nom et lieu du tournoi                            | Catégorie | Dotation | Surface      | Vainqueure         | Finaliste             | Score         |         |
| -------- | ---------- | ------------------------------------------------- | --------- | -------- | ------------ | ------------------ | --------------------- | ------------- | ------- |
| 1        | 26-05-1952 | Surrey Grass Court Championships, Surbiton        |           | NC       | Gazon (ext.) | Maureen Connolly   | Patricia Canning Todd | 3-6, 6-3, 6-4 | Tableau |
| Ère Open |            |                                                   |           |          |              |                    |                       |               |         |
| 2        | 27-05-1968 | Surrey Grass Court Championships, Surbiton        |           | NC       | Gazon (ext.) | Judy Tegart        | Christine Janes       | 10-8, 6-4     | Tableau |
| 3        | 26-05-1969 | Surrey Grass Court Championships, Surbiton        |           | NC       | Gazon (ext.) | Mary-Ann Eisel     | Judy Tegart           | 4-6, 6-4, 8-6 | Tableau |
| 4        | 25-05-1970 | Rothmans Surrey GC Championships, Surbiton        |           | NC       | Gazon (ext.) | Ann Haydon-Jones   | Patti Hogan           | 2-6, 6-3, 6-4 | Tableau |
| 5        | 24-05-1971 | Rothmans Surrey GC Championships, Surbiton        |           | NC       | Gazon (ext.) | Judy Tegart-Dalton | Joyce Barclay         | 9-8, 6-2      |         |
| 6        | 29-05-1972 | Rothmans Surrey GC Championships, Surbiton        |           | NC       | Gazon (ext.) | Joyce Barclay      | Patti Hogan           | 6-4, 6-3      | Tableau |
| 7        | 28-05-1973 | Rothmans Surrey GC Championships, Surbiton        |           | NC       | Gazon (ext.) | Wendy Turnbull     | Ann Kiyomura          | 6-2, 6-0      | Tableau |
| 8        | 27-05-1974 | Rothmans Surrey GC Championships, Surbiton        |           | NC       | Gazon (ext.) | Sue Barker         | Sue Mappin            | 6-2, 7-5      | Tableau |
| 9        | 26-05-1975 | Rothmans Surrey GC Championships, Surbiton        |           | NC       | Gazon (ext.) | Greer Stevens      | Patti Hogan           | 6-1, 6-4      | Tableau |
| 10       | 23-05-1977 | Surrey Grass Court Championships, Surbiton        |           | NC       | Gazon (ext.) | Winnie Wooldridge  | Gwen Sammel           | 6-3, 7-6      |         |
| 11       | 29-05-1978 | Ely's Surrey Grass Courts Championships, Surbiton |           | NC       | Gazon (ext.) | Evonne Goolagong   | Winnie Wooldridge     | 6-1, 6-1      | Tableau |
| 12       | 18-06-1979 | Surrey Grass Court Championships, Surbiton        |           | NC       | Gazon (ext.) | Cynthia Doerner    | Kym Ruddell           | 6-1, 6-2      |         |
| 13       | 08-06-1981 | Surrey Grass Court Championships, Surbiton        |           | 50 000 $ | Gazon (ext.) | Betsy Nagelsen     | Barbara Hallquist     | 6-0, 6-4      | Tableau |

### Double
| No       | Date       | Nom et lieu du tournoi                           | Catégorie | Dotation | Surface      | Vainqueures                    | Finalistes                              | Score         |         |
| -------- | ---------- | ------------------------------------------------ | --------- | -------- | ------------ | ------------------------------ | --------------------------------------- | ------------- | ------- |
| 1        | 26-05-1952 | Surrey Grass Court Championships Surbiton        |           | NC       | Gazon (ext.) | Helen Fletcher Jean Quertier   | Thelma Coyne Long Patricia Canning Todd | 6-4, 6-4      | Tableau |
| Ère Open |            |                                                  |           |          |              |                                |                                         |               |         |
| 2        | 27-05-1968 | Surrey Grass Court Championships Surbiton        |           | NC       | Gazon (ext.) | Robin Blakelock Judy Tegart    | Winnie Shaw Joyce Barclay               | 10-8, 6-3     | Tableau |
| 3        | 26-05-1969 | Surrey Grass Court Championships Surbiton        |           | NC       | Gazon (ext.) | Judy Tegart Winnie Shaw        | Betty Stöve Joyce Barclay               | 6-4, 7-5      | Tableau |
| 4        | 25-05-1970 | Rothmans Surrey GC Championships Surbiton        |           | NC       | Gazon (ext.) | Ann Haydon-Jones Joyce Barclay | Kerry Melville Corinne Molesworth       | 3-6, 6-3, 6-2 | Tableau |
| 5        | 24-05-1971 | Rothmans Surrey GC Championships Surbiton        |           | NC       | Gazon (ext.) | NC                             | NC                                      | NC            |         |
| 6        | 29-05-1972 | Rothmans Surrey GC Championships Surbiton        |           | NC       | Gazon (ext.) | Lesley Charles Jackie Fayter   | Patricia Coleman Wendy Turnbull         | 6-4, 7-7      | Tableau |
| 7        | 28-05-1973 | Rothmans Surrey GC Championships Surbiton        |           | NC       | Gazon (ext.) | Linky Boshoff Ilana Kloss      | Ann Kiyomura Peggy Michel               | 7-5, 6-2      | Tableau |
| 8        | 27-05-1974 | Rothmans Surrey GC Championships Surbiton        |           | NC       | Gazon (ext.) | Lesley Charles Sue Mappin      | Sue Barker Kate Latham                  | 6-1, 6-0      | Tableau |
| 9        | 26-05-1975 | Rothmans Surrey GC Championships Surbiton        |           | NC       | Gazon (ext.) | Patti Hogan Greer Stevens      | Lindsay Blachford Judy Tegart-Dalton    | 7-9, 6-1, 9-7 | Tableau |
| 10       | 23-05-1977 | Surrey Grass Court Championships Surbiton        |           | NC       | Gazon (ext.) | Nerida Gregory Kaye Hallam     | Sue Saliba Mary Sawyer                  | 1-6, 6-4, 7-5 |         |
| 11       | 29-05-1978 | Ely's Surrey Grass Courts Championships Surbiton |           | NC       | Gazon (ext.) | Winnie Shaw Lesley Charles     | Clare Harrison Debbie Jevans            | 6-2, 6-4      | Tableau |
| 12       | 18-06-1979 | Surrey Grass Court Championships Surbiton        |           | NC       | Gazon (ext.) | Amanda Tobin Nancy Weigel      | Judy Chaloner Sue Saliba                | 7-6, 7-5      |         |
| 13       | 08-06-1981 | Surrey Grass Court Championships Surbiton        |           | 50 000 $ | Gazon (ext.) | Sue Barker Ann Kiyomura        | Billie Jean King Ilana Kloss            | 6-1, 6-7, 6-1 | Tableau |

## Palmarès messieurs (partiel)

### Simple
| No | Date       | Nom et lieu du tournoi                     | Catégorie  | Dotation | Surface      | Vainqueur       | Finaliste      | Score    |  |
| -- | ---------- | ------------------------------------------ | ---------- | -------- | ------------ | --------------- | -------------- | -------- |  |
| 1  | 03-06-1974 | Surrey Grass Court Championships, Surbiton | Grand Prix | NC $     | Gazon (ext.) | Bob Giltinan    | Syd Ball       | 6-3, 6-2 |  |
| 2  | 18-06-1979 | Surrey Grass Court Championships, Surbiton | Grand Prix | 50 000 $ | Gazon (ext.) | Victor Amaya    | Mark Edmondson | 6-4, 7-5 |  |
| 3  | 16-06-1980 | Surrey Grass Court Championships, Surbiton | Grand Prix | 50 000 $ | Gazon (ext.) | Brian Gottfried | Sandy Mayer    | 6-3, 6-3 |  |

### Double
| No | Date       | Nom et lieu du tournoi                     | Catégorie  | Dotation | Surface      | Vainqueurs                  | Finalistes                  | Score                     |  |
| -- | ---------- | ------------------------------------------ | ---------- | -------- | ------------ | --------------------------- | --------------------------- | ------------------------- |  |
| 1  | 03-06-1974 | Surrey Grass Court Championships, Surbiton | Grand Prix | NC $     | Gazon (ext.) | John Paish Stephen Warboys  | Ray Keldie Pancho Walthall  | 3-6, 6-3, 12-10           |  |
| 2  | 18-06-1979 | Surrey Grass Court Championships, Surbiton | Grand Prix | 50 000 $ | Gazon (ext.) | Tim Gullikson Tom Gullikson | Pat Dupré Marty Riessen     | 6-3, 6-7, 8-6             |  |
| 3  | 16-06-1980 | Surrey Grass Court Championships, Surbiton | Grand Prix | 50 000 $ | Gazon (ext.) | Mark Edmondson Kim Warwick  | Andrew Pattison Butch Walts | 7-6, 6-7, 6-7, 7-6, 15-13 |  |